# Life Studies
Life Studies – czwarty z kolei (po Land of Unlikeness, wyróżnionym Nagrodą Pulitzera Lord Weary’s Castle i The Mills of the Kavanaughs) tomik amerykańskiego poety Roberta Lowella, opublikowany w 1959 po ośmiu latach przerwy. Tomik otrzymał w 1960 National Book Award. Stanley Kunitz nazwał go prawdopodobnie najbardziej wpływowym zbiorkiem od czasu Ziemi jałowej T.S. Eliota. Książka uczyniła Lowella najbardziej rozpoznawalnym poetą szkoły konfesyjnej aż do śmierci Sylvii Plath. Następnym tomikiem poety stał się Imitations z 1961.